# État de Chhatarpur
1785–1950
Entités précédentes :
- Raj britannique

Entités suivantes :
- Inde

Chhatarpur est un ancien État princier des Indes, aujourd'hui dans le Madhya Pradesh.

## Dirigeants: Raja puis Maharaja
- Raja
  - 1785 - 1816 : Kunwar Sone Shâh (+1816)
  - 1816 - 1854 : Partab Singh (+1854)
  - 1854 - 1867 : Jaghat Singh (1846-1867)
  - 1867 - 1895 : Vishvanath Singh (en) (1866-1932)
- Mahârâja
  - 1895 - 1932 : Vishvanath Singh (en)
  - 1932 - 1950 : Bhawani Singh (1921-2006)